# Güdesweiler
Güdesweiler est un ortsteil de  Oberthal en Sarre.

## Histoire
Ancienne commune indépendante, Güdesweiler fut incorporé à Oberthal le 1er janvier 1974.

## Lieux et monuments

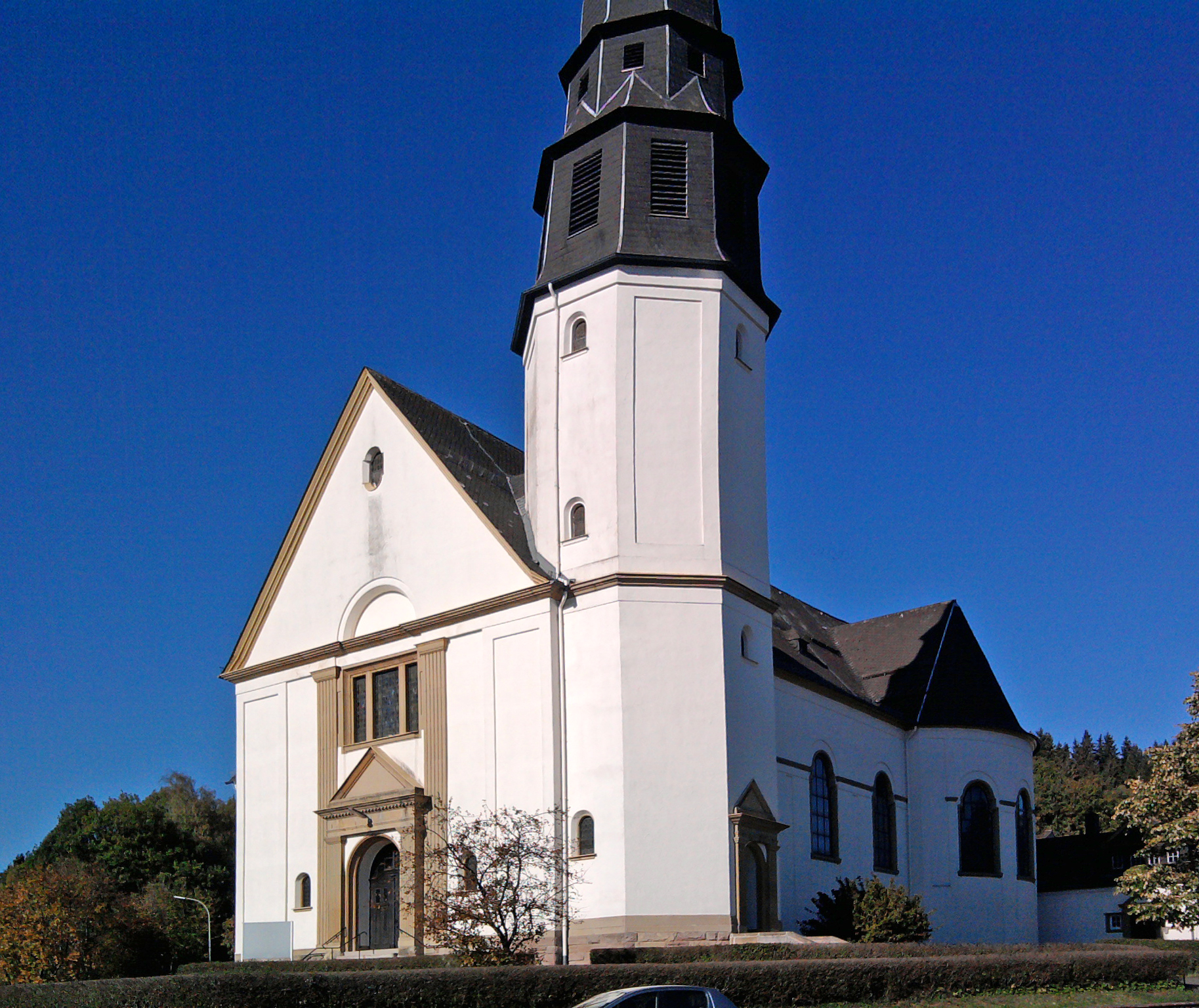
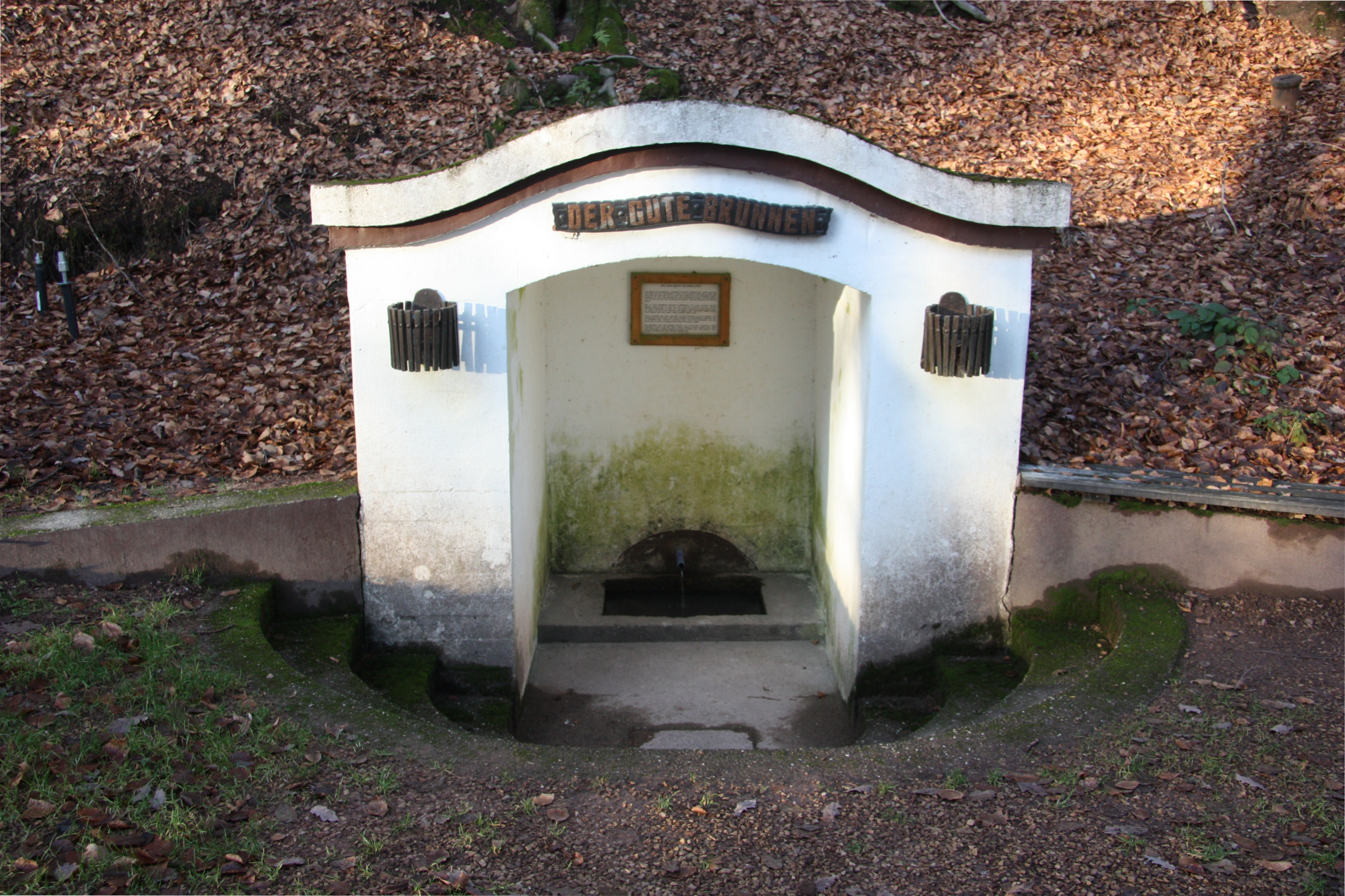
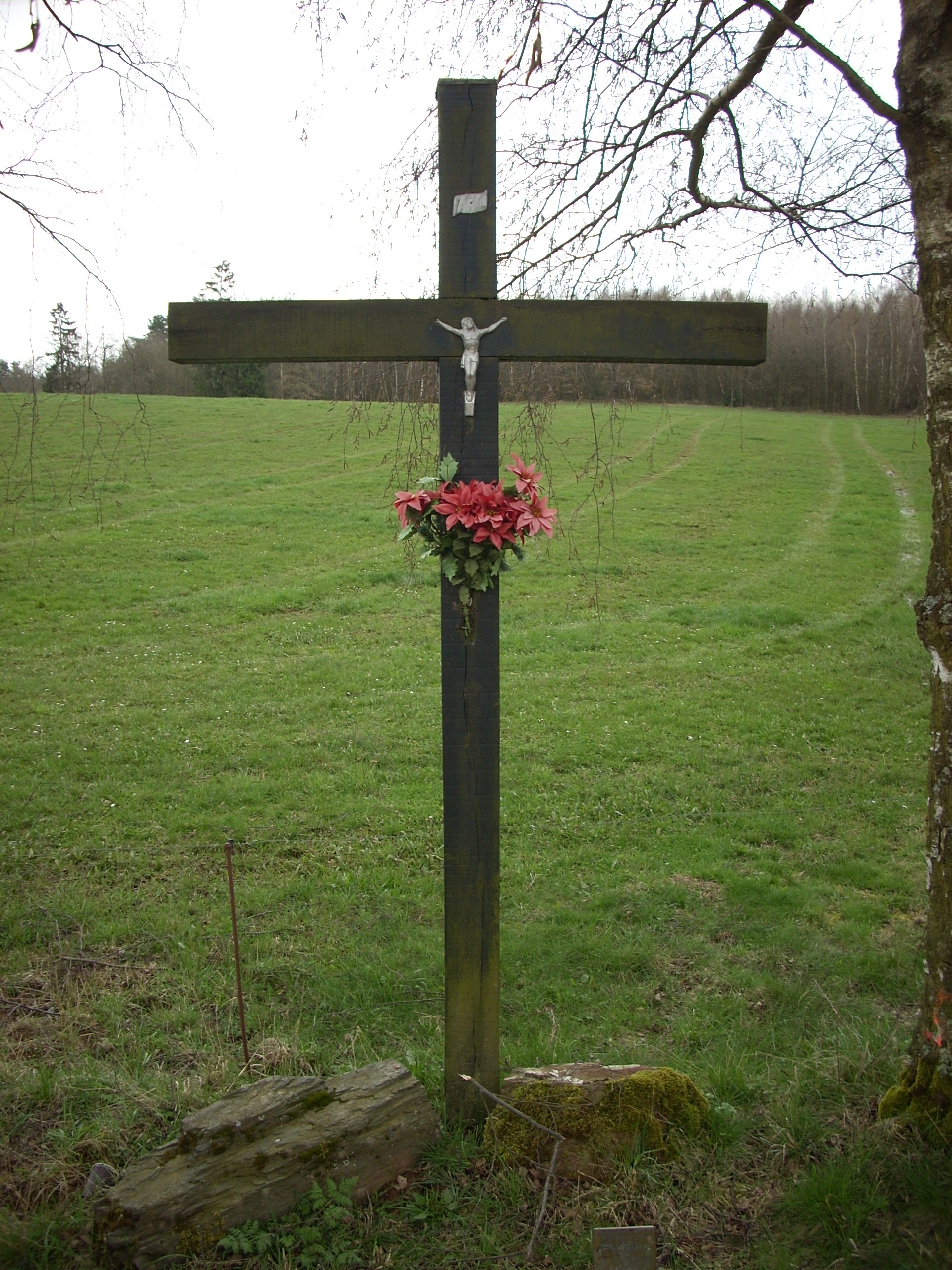